# Белая птица в метели
«Белая птица в метели» (англ. White Bird in a Blizzard) — художественный фильм режиссёра и сценариста Грегга Араки по одноимённой книге Лоры Касишке. Премьера ленты состоялась 20 января 2014 года в рамках кинофестиваля «Сандэнс».

## Сюжет
В 1988 году, когда Катрине «Кэт» Коннорс было 17 лет, её мать Ева бесследно исчезла. История переплетается с воспоминаниями о прошлой жизни Евы и настоящим.
В воспоминаниях Ева была дикой девчонкой, которая постепенно превратилась в домохозяйку после того, как вышла замуж за Брока, обычного мужчину, ведущего размеренную жизнь. Пока Кэт исследует свою пробуждающуюся сексуальность с красивым, но глуповатым соседом и одноклассником Филом, Ева страдает от старения и подавленной жажды свободы. Она пытается быть сексуальной, когда Брока нет дома, даже привлекая внимание Фила. После исчезновения Евы Кэт без особых проблем справляется с её отсутствием. Время от времени она проявляет свою дикую натуру, соблазняя детектива, который расследует исчезновение её матери. Затем действие фильма переносится на три года вперёд, в весну 1991 года. На каникулах Кэт возвращается домой и, кажется, не удивляется, узнав, что её отец встречается с коллегой.
Детектив, с которым у Кэт был роман, сообщает ей, что Брок, возможно, убил Еву, уличив её в измене. Кэт отвергает эту теорию, как и три года назад. Когда она упоминает об этом своим друзьям Бет и Микки, они напоминают, что уже выдвигали эту версию, но тогда она их тоже не послушала. Кэт подозревает Фила в том, что он переспал с Евой, и сталкивается с ним перед возвращением в колледж, но Фил в ярости отрицает это и заявляет, что её отец знает, где находится мать.
Кэт преследуют сны, в которых её мать застряла в снегу. Она пытается открыть запертый морозильник в подвале Брока, но тот застает её. Она спрашивает его, знает ли он, где она на самом деле, но он отрицает, что ему что-то известно о её местонахождении. Поверив отцу, Кэт прощается с ним и со слезами на глазах садится на самолёт, обратно в колледж. Выясняется, что вскоре после этого он пошел в бар и пьяным признался в убийстве Евы и что он перенес её тело из морозилки на соседний холм за ночь до того, как Кэт осматривала его. Брок арестован и совершает самоубийство, повесившись на простыне в камере. Когда тело Евы находят, становится ясно, что оно было заморожено так долго, что полностью растаяло после захоронения.
Фильм заканчивается воспоминанием о смерти Евы. Вернувшись домой из магазина в день своего исчезновения, Ева застаёт Брока и Фила в постели. Фил убегает, а Ева начинает истерически смеяться над Броком. Униженный Брок умоляет её прекратить, но Ева продолжает смеяться, пока он не хватает её за горло и не душит до смерти.

## В ролях
- Шейлин Вудли — Кэт Коннор
- Ева Грин — Ева Коннор
- Кристофер Мелони — Брок Коннор
- Шайло Фернандес — Фил Хиллман
- Томас Джейн — детектив Сайзишез
- Анджела Бассетт — доктор Тэлер
- Габури Сидибе — Бет
- Марк Инделикато — Микки
- Шерил Ли — Мэй
- Дейл Дикки — миссис Хиллман
- Джейкоб Артист — Оливер
- Ава Акрес — Кэт в детстве

## Отзывы
Фильм получил преимущественно нейтральные оценки критиков. Рейтинг «Белой птицы в метели» на сайте Rotten Tomatoes составляет 59 % на основе 87 отзывов. Консенсус критиков гласит: «Отчасти пригородный триллер, отчасти драма о сексуальном пробуждении — и ни в одном из этих жанров не до конца убедительный. „Белая птица в метели“ слишком сильно опирается на превосходную игру Шейлин Вудли». Metacritic даёт ленте 51 балл из 100.